# Ключ 113
Ключ 113 (трад. и упр. 示, (礻)) — ключ Канси со значением «дух»; один из 23, состоящих из пяти штрихов.

## Описание
В словаре Канси есть 213 символов (из 49 030), которые можно найти c этим радикалом.
Символ 示 представляет собой алтарь или жертвенный стол, верхний штрих, изображающий предлагаемые товары. В сценарии печати таблица имеет форму буквы «Т». Семантически знак предполагает отношение ко всему, что связано с анимизмом в традиционной китайской религии, например 祭 «приносить жертву, практиковать почитание предков», состоящий из иероглифа 肉 «мясо» и иероглифа 手 «рука» над символом алтаря, как бы иконографически выражающего «руку, кладущую мясо на алтарь». Иероглиф 祟 «дух» первоначально означал несчастье, вызванное злыми духами. В иероглифе 禁 (jīn) «запрещать, ограничивать, сдерживать», иероглиф 林 (lín) «лес» над ключом 示 «алтарь» имеет только фонетическое значение (ребус). Аналогично, 神 «дух» имеет ключ 113 плюс 申 (shēn) «подавать, заявлять, утверждать» в качестве фонетического маркера. А вот иероглиф 祖 «Предок», с другой стороны, имеет ключ 113 плюс 且, пиктограмму подставки с полками для подношений предкам.
Некоторые иероглифы, в том числе и с ключом «алтарь», не имеют никакой связи с духами или анимизмом и помещаются в эту категорию исключительно по формальным признакам, такие как 票 «билет», который первоначально имел ключ 火 «огонь», а не 示 «алтарь».
Составная форма 礻 всегда появляется в левой половине символов.

## История
Древний идеограмма изображала небольшой столик, используемый для жертвоприношений.
В современном языке этот иероглиф используется в значениях: «выражать, изъявлять, уведомлять, сообщать, учить, поучать» и др.
Иероглиф является сильным ключевым знаком, располагается часто в левой части сложных иероглифов в виде 礻.
- Техника написания
- Вид в Цзягувэнь
- Вид в большой печати Чжуаньшу
- Вид в малой печати Чжуаньшу

В словарях находится под номером 113.

## Примеры иероглифов
| Доп. штрихи | Иероглифы                                                                     |
| ----------- | ----------------------------------------------------------------------------- |
| 0           | 示 礻 ⺬ 𥘅                                                                   |
| 1           | 礼                                                                            |
| 2           | 䃼 礽                                                                         |
| 3           | 社 礿 祀 祁 祂 𥘑                                                             |
| 4           | 鿆 䃽 䃾 䃿 祊 祋 祌 祍 𥘪 䄀 祄 祅 祆 祇 祈 祉                               |
| 5           | 祖 祏 祚 祛 祜 祝 神 祟 䄁 䄂 䄃 祐 祑 祒 祓 祔 祕 祗 祘 祙 祠 祡 𥘵 𥘶 𥘷    |
| 6           | 祪 祫 祬 祭 祮 𥙪 䄄 䄅 䄆 祣 祤 祥 祧 票 祩 𥙑 𥙒 𥙓 𥙧 𥙩 祥                |
| 7           | 䄊 𥙿 䄇 䄈 䄉 祦 祰 祱 祲 祳 祴 祵 祶 禄 視 𥚃 𥚄 𥚅 𥚆 𥚇 視                |
| 8           | 𥚤 𥚥 䄋 䄌 䄍 䄎 䄏 祺 祻 祼 祽 祾 祿 䄐 䄑 䄒 祹 禀 禁 禂 禃 禅 禆 𥚕 祿    |
| 9           | 𥚯 禊 禋 禌 禎 䄓 䄔 䄕 䄖 䄗 禇 禈 禉 禐 禑 禒 禓 禔 禕 禖 禗 禘 禙 福 禍 禎 |
| 10          | 禠 禡 禢 禣 𥛉 𥛗 禚 禛 禜 禝 禞 禟 䄘 䄙                                     |
| 11          | 禤 禥 禦 𥛣 𥛭 䄚 䄛 䄜 䄝 䄞                                                 |
| 12          | 禧 禨 禩 禪 禫 𥛶 䄟 𥜀                                                       |
| 13          | 禬 禭 禮 禯 䄠 䄡 𥜆                                                          |
| 14          | 禰 禱 䄢                                                                      |
| 15          | 禲 𥜝 䄣                                                                      |
| 16          | 䄤 𥜡 𥜤                                                                      |
| 17          | 禳 禴 𥜥                                                                      |
| 18          | 禵                                                                            |
| 19          | 禶 禷                                                                         |
| 24          | 䄥                                                                            |

- Примечание: Ваш браузер может отображать иероглифы неправильно.